# Georg Mackensen von Astfeld
Carl Adolf Georg Mackensen von Astfeld (* 17. Oktober 1882 in Astfeld; † 22. Februar 1964 in Berlin) war ein deutscher Wirtschaftsfunktionär und Generalleutnant der Luftwaffe.

## Leben
Mackensen war ein Sohn des Alexander Macken von Astfeld (1855–1931) und dessen Ehefrau Agnes, geborene Kuntzen (1853–1899).
Nach dem Schulbesuch, den er mit dem Abitur abschloss, studierte Mackensen von Astfeld Rechtswissenschaften. Nach einem Semester brach er das Studium ab, um stattdessen aktiven Militärdienst zu leisten. Er trat in das Kaiser Franz Garde-Grenadier-Regiment Nr. 2 der Preußischen Armee in Berlin ein und avancierte mit Patent vom 28. Januar 1902 zum Leutnant. Ab Oktober 1910 absolvierte er für drei Jahre die Kriegsakademie und wurde Ende März 1914 in den Großen Generalstab versetzt. Nach dem Ende des Ersten Weltkriegs schied er im Oktober 1920 unter Verleihung des Charakters als Major aus der Armee aus.
Seit Oktober 1921 war Mackensen Mitglied der Geschäftsführung der Vereinigung der Deutschen Arbeitgeberverbände, in der er die Presseabteilung leitete. Daneben war er der Chefredakteur der Zeitschrift Der Arbeitgeber, deren Sitz sich in Berlin befand.
1934 trat Mackensen probeweise in den Dienst des Reichsluftfahrtministeriums ein. Zum 1. Juni 1934 wurde er als Major in die Luftwaffe aufgenommen und erhielt die Stelle eines Referenten, später eines Abteilungschefs. In den folgenden Jahren wurde er in der Luftwaffe zum Oberstleutnant (1. April 1937) und zum Oberst (Oktober 1938), Generalmajor (1. April 1939) und Generalleutnant (1. April 1941) befördert. Im September 1942 teilte der Chef des Luftwaffenpersonalamtes dem Luftwaffenbefehlshaber Mitte, Generaloberst Weise, mit, dass Mackensen zur Beförderung zum General der Flieger anstehe, dass jedoch mangels einer dem Dienstgrad entsprechenden anderweitigen Verwendungsmöglichkeit dem Luftwaffenchef Hermann Göring vorgeschlagen würde, die Beförderung nicht auszusprechen.
Zu Beginn des Zweiten Weltkriegs erhielt Mackensen die Funktion eines Nachschubführers im I. Flak-Korps, bevor er im Januar 1941 zum Höheren Nachschubführer der Luftflotte ernannt wurde. Im Mai 1941 wurde er Kommandeur der Luftzeuggruppe. Zum 18. August 1943 wurde er in die Führerreserve des Oberkommandos der Luftwaffe versetzt.
Zum 1. Oktober 1943 wurde Mackensen zum Sonderbeauftragten für Luftschutzfragen im Luftgau III bestellt. Nach dem Attentat vom 20. Juli 1944 wurde er aufgrund einer Denunziation, die ihn der Wehrkraftzersetzung sowie der Kritik an Staats- und Kriegsführung bezichtigte, verhaftet. Familienüberlieferungen zufolge wurde Mackensen auf Geheiß Görings, der insofern seine schützende Hand über ihn hielt, einem Scheinverfahren vor einem untergeordneten Kriegsgericht unterworfen und zu (als ehrenhaft geltender) Festungshaft in Küstrin verurteilt, wodurch er dem Zugriff der Geheimen Staatspolizei entzogen wurde. Nachdem man Mackensen eine entsprechende Aufforderung zuspielte, ein neues Verfahren gegen sich vor dem Reichskriegsgericht zu beantragen, wurde er vor dieses gestellt und von allen Anklagepunkten freigesprochen. Anschließend blieb er bis Kriegsende verabschiedet.

## Familie
Mackensen war seit dem 6. Juli 1920 mit Anna Conrad (* 1887) verheiratet.

## Archivarische Überlieferung
Im Bundesarchiv-Militärarchiv in Freiburg hat sich eine Militärpersonalakte zu Mackensen aus der Zeit des Zweiten Weltkriegs erhalten (PERS 6/732).